# داني كروسمان
داني كروسمان (بالإنجليزية: Danny Crossman)‏ هو لاعب كرة قدم أمريكية أمريكي، ولد في 17 يناير 1967 في إل باسو في الولايات المتحدة.